# Kobra-Effekt
Der Kobra-Effekt beschreibt das Phänomen, dass Maßnahmen, die getroffen werden, um ein bestimmtes Problem zu lösen, dieses auch verschärfen können. Er wurde durch das gleichnamige Buch Horst Sieberts bekannt, in dem die Folgen falscher Anreize für die Wirtschaft dargestellt wurden. Umgangssprachlich wird auch von Verschlimmbessern gesprochen, womit das unbeabsichtigte Verschlimmern einer Ausgangssituation durch einen Versuch der Verbesserung gemeint ist.

## Begriffsursprung
Die Bezeichnung geht auf ein angebliches historisches Ereignis in Britisch-Indien zurück: Ein britischer Gouverneur wollte einer Kobraplage Einhalt gebieten, indem er ein Kopfgeld auf jedes erlegte Exemplar aussetzte. Scheinbar funktionierte das Konzept zunächst gut: Immer mehr tote Schlangen wurden abgeliefert. Jedoch wurde deren Anzahl nicht gemindert, da die Bevölkerung dazu überging, Kobras zu züchten und zu töten, um weiterhin von der Prämie zu profitieren. Als das Kopfgeld nach einem gewissen Zeitraum wieder aufgehoben wurde, ließen die Züchter die Tiere frei, da sie keine Verwendung mehr für sie hatten – dadurch hatte sich dank (indirekter) staatlicher Förderung die Zahl der Kobras vervielfacht.
Ein ähnlicher Zwischenfall ereignete sich in Hanoi (Vietnam) unter französischer Kolonialherrschaft. Das Regime führte eine Schwanzprämie ein, bei der die Menschen für das Kopfgeld die abgetrennten Rattenschwänze abgeben mussten. Irgendwann wurden Ratten ohne Schwänze entdeckt, denn die vietnamesischen Rattenfänger fingen die Ratten, schnitten ihnen die Schwänze ab und entließen sie danach wieder in Freiheit, sodass sie sich weiter fortpflanzen konnten, wodurch die Rattenfänger ein größeres Einkommen erhielten. 
Der Historiker Michael Vann behauptet, dass es keine Beweise für das Kobrabeispiel gebe, die Ereignisse aus Vietnam aber beweisbar seien, weswegen der Begriff eigentlich „Ratteneffekt“ heißen sollte.
Der Kobra-Effekt ist ein Beispiel für eine „unbeabsichtigte Fehlsteuerung aufgrund von Ausweichverhalten“, einer der von Joseph Stiglitz angeführten Typen von Staatsversagen.

## Belege
1. 1 2  Stephen J. Dubner: The Cobra Effect: A New Freakonomics Radio Podcast. Audio-Podcast. 11. Oktober 2012, abgerufen am 7. Dezember 2015 (englisch).
2. ↑  Holger Rogall: Volkswirtschaftslehre für Sozialwissenschaftler. Springer, Wiesbaden 2006, ISBN 3-531-14538-X, S. 178 f.